# Lusławice (województwo śląskie)
Lusławice – wieś w Polsce położona w województwie śląskim, w powiecie częstochowskim, w gminie Janów.
W latach 1975–1998 miejscowość administracyjnie należała do województwa częstochowskiego.
We wsi znajduje się przystanek kolejowy Lusławice.

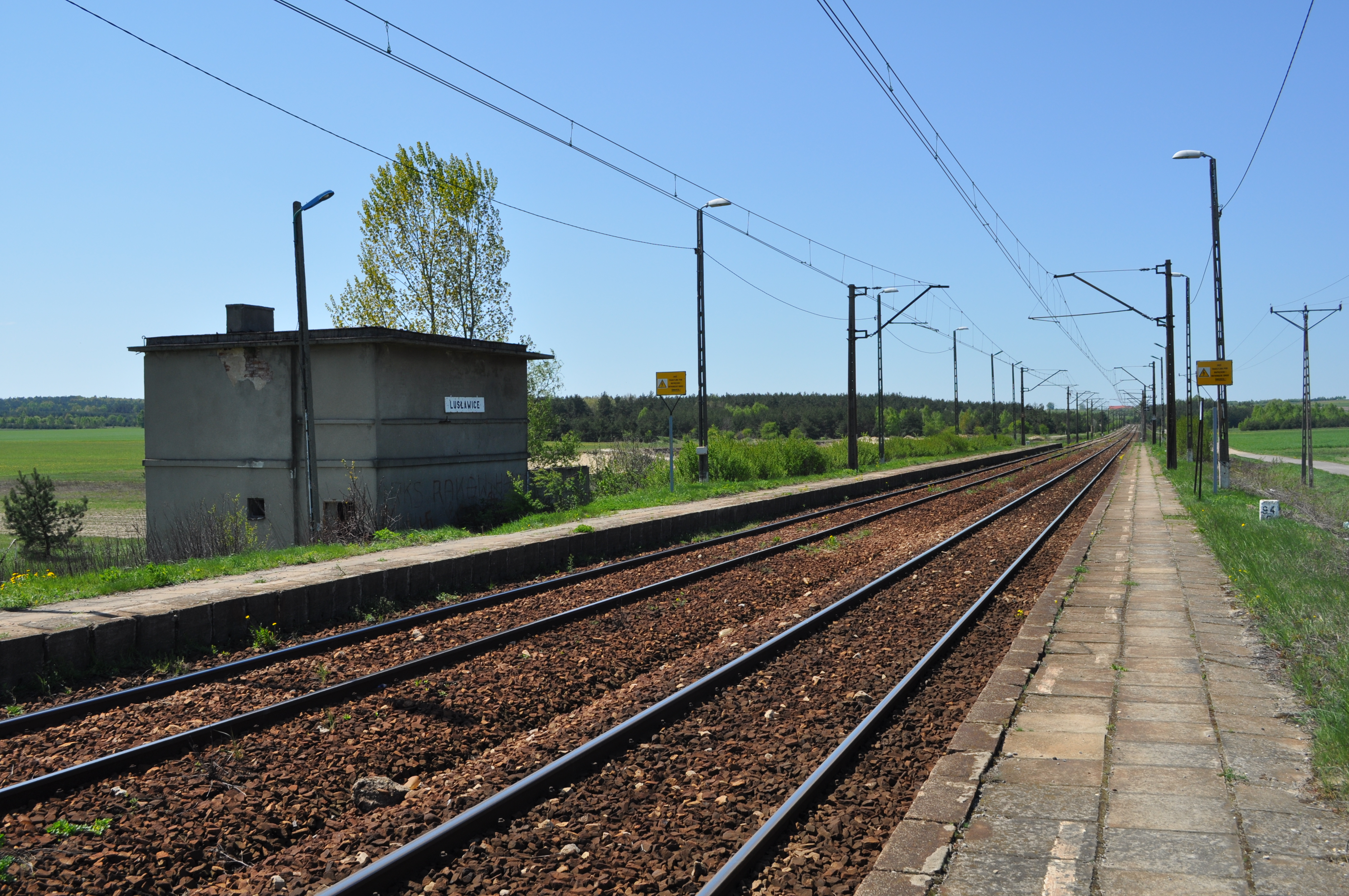
Przystanek kolejowy
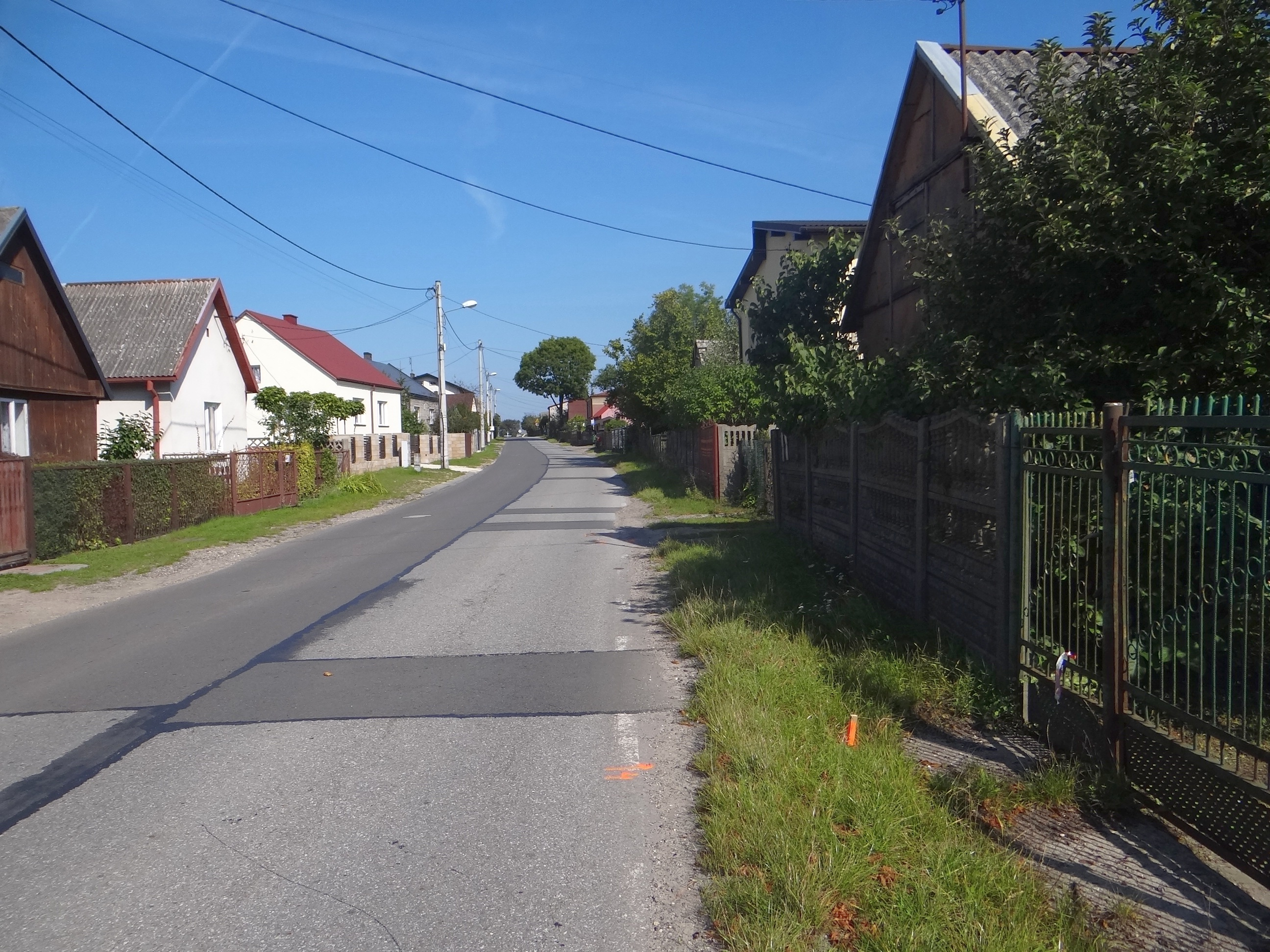
Fragment wsi
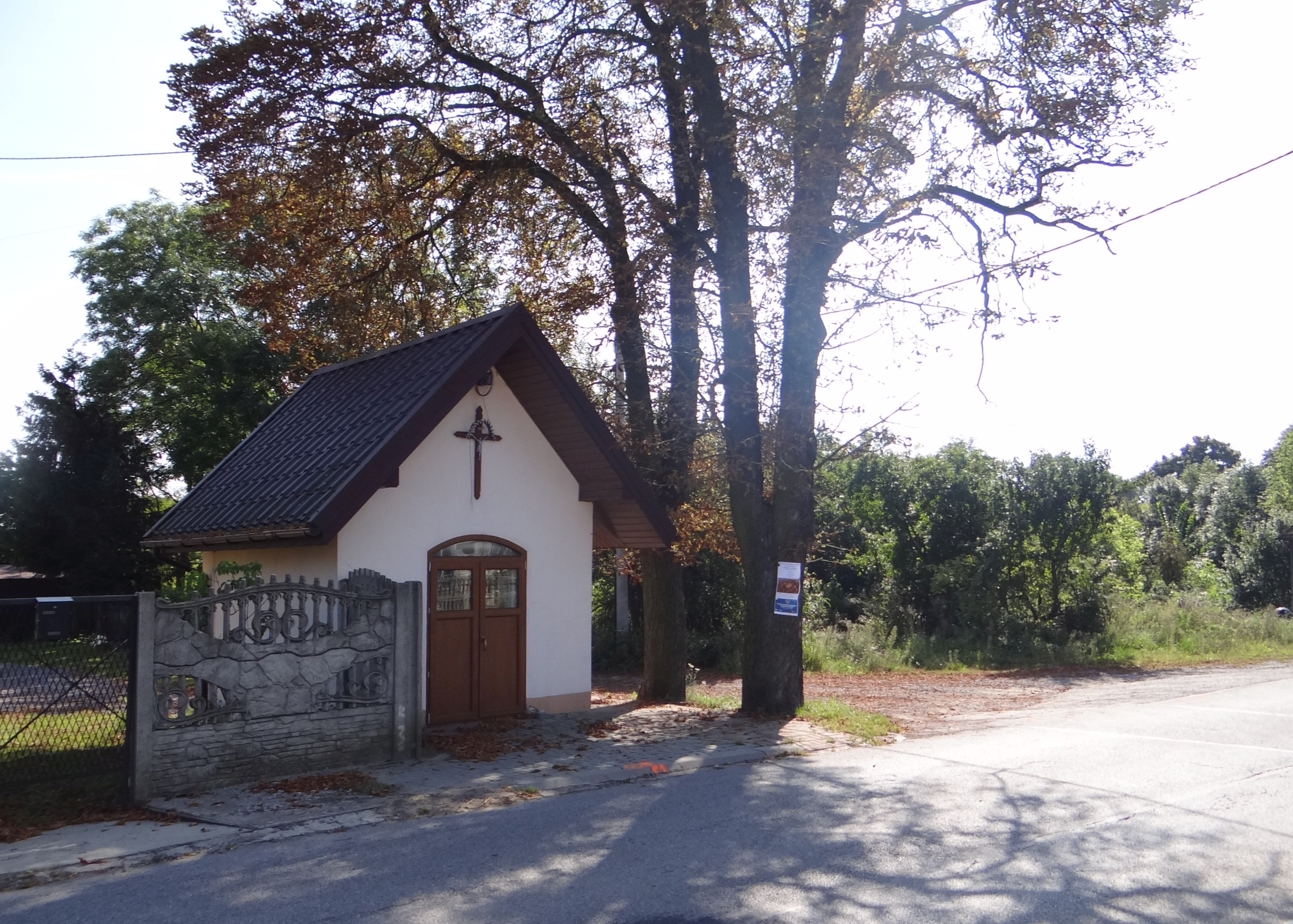
Kapliczka
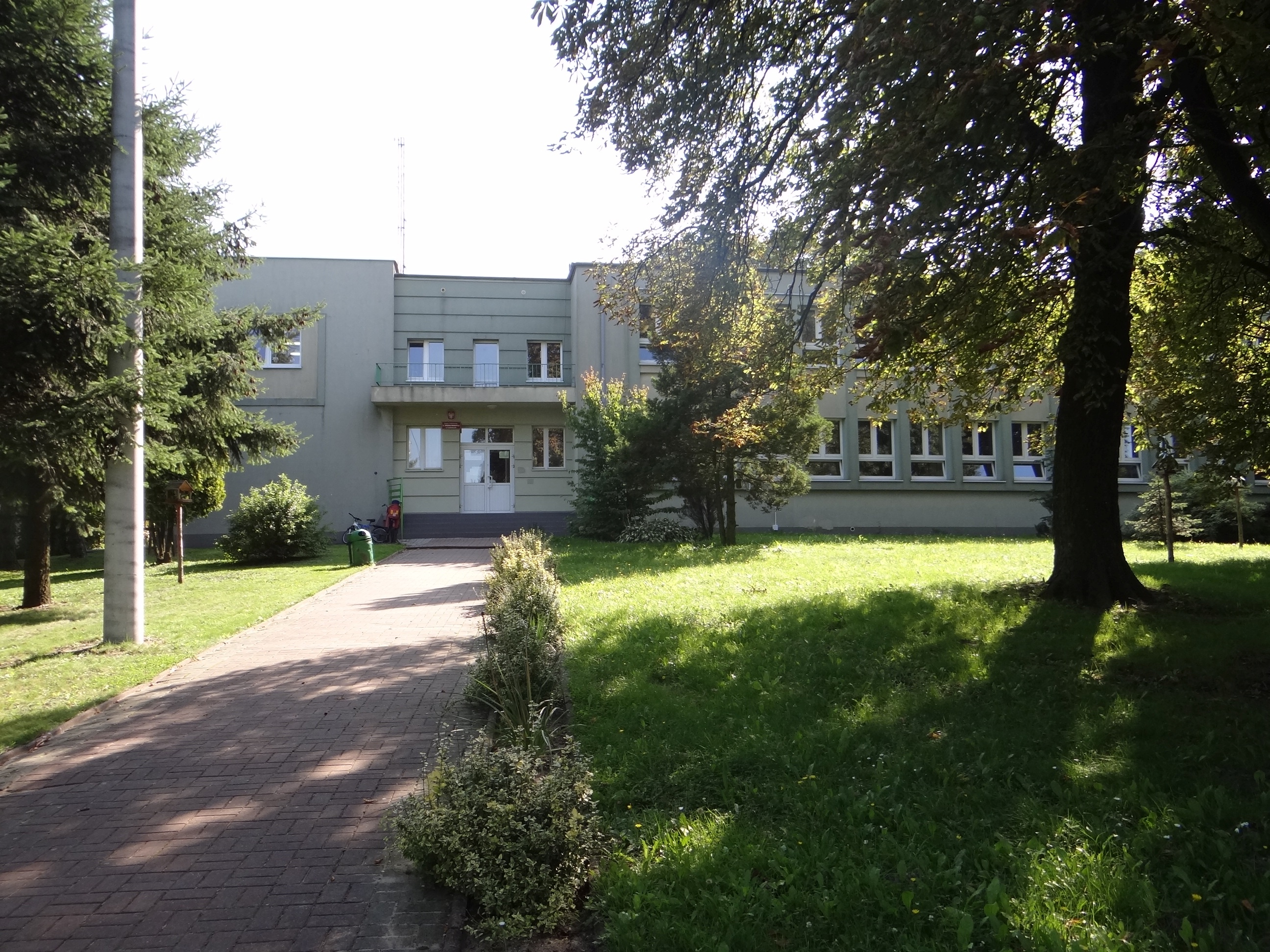
Szkoła